# John Dalrymple (6e comte de Stair)
Pour les articles homonymes, voir John Dalrymple.
John Dalrymple, 6e comte de Stair (1749–1821) est un pair, soldat et diplomate écossais.

## Biographie
Le fils aîné de John Dalrymple (5e comte de Stair), et de sa femme, fille de George Middleton, banquier de Londres, est né le 24 septembre 1749. En tant que capitaine du 87e régiment d'infanterie, il sert dans la guerre d'indépendance américaine, prenant part à l'attaque réussie sur New London, Connecticut sous Benedict Arnold en tant qu'assistant.
Le 5 janvier 1782, Dalrymple est nommé ministre plénipotentiaire de Pologne et, du 5 août 1785 à 1788, ministre plénipotentiaire de Berlin. Il accède à la pairie à la mort de son père en 1789, et est pair représentatif de 1793 à 1807, et de 1827 jusqu'à sa mort.
Stair meurt sans descendance le 1er juin 1821. Il est remplacé par son cousin John Dalrymple, 7e comte de Stair dont le père est William Dalrymple, frère de John Dalrymple (5e comte de Stair).